# Aprilia SR50

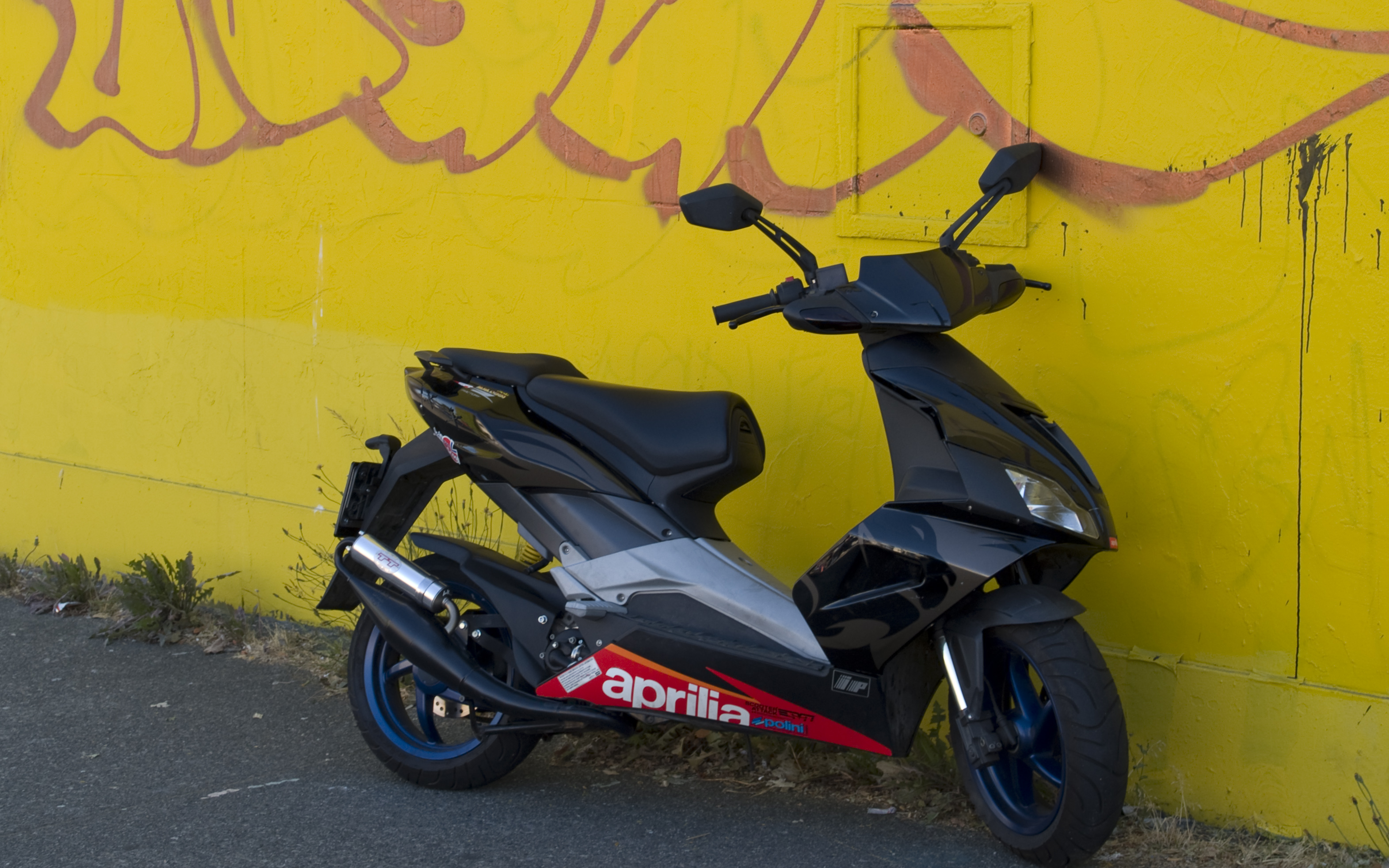
Aprilia SR50

Aprilia SR 50 är en scooterserie tillverkad av Aprilia. Serien började produceras 1995. SR 50 har en horisontell motor på 50 CC. Modellen finns i vätskekylning och luftkylning. SR 50 klassas som den första "racingskotern" med ett chassi med inspiration hämtad från Aprilias tyngre motorcyklar. SR50 var även den första mopeden att utnyttja dubbla skivbromsar. SR 50 var även först på marknaden med den direktinsprutade motorn, annars kallat "factory" eller "Ditech" (Direct injection technology), men SR finns även med vanlig förgasare. Sr50 finns med flera olika motorer. Fram till år 2000: liggande Minarelli. Efter år 2000: Morini motor. Efter år 2003: Piaggio motor. Mopeden är automat och som alla automatiska skotrar fungerar detta genom en centrifugalkoppling och variator.